# Agabus discicollis
Agabus discicollis là một loài bọ cánh cứng thuộc họ Dytiscidae. Nó là loài đặc hữu của Ethiopia.